# فولکسهایم
فولکسهایم (به آلمانی: Volxheim) یک شهر در آلمان است که در باد کرویتسناخ واقع شده‌است. فولکسهایم ۱٬۰۶۹ نفر جمعیت دارد.